# Ssshh!!!
Ssshh!!! è un singolo del cantautore italiano Nek, pubblicato il 26 giugno 2020 come secondo estratto dal quindicesimo album in studio Il mio gioco preferito: parte seconda.

## Video musicale
Il videoclip, diretto da Gaetano Morbioli, è stato pubblicato il 2 luglio 2020 sul canale YouTube del cantante. Il video alterna filmati coloratissimi e caotici all'immagine dell'artista che canta su un fondale completamente bianco.